# Asthenargoides kurenstchikovi
Asthenargoides kurenstchikovi är en spindelart som beskrevs av Kirill Yeskov 1993. Asthenargoides kurenstchikovi ingår i släktet Asthenargoides och familjen täckvävarspindlar. Inga underarter finns listade.